# 獷平県
獷平県（こうへい-けん）は古代中国に存在した県。現在の中華人民共和国北京市密雲区北東部に相当する。
前漢により設置され、西晋により廃止され管轄区域は密雲県に統合された。